# Sorlada
Sorlada ist ein nordspanisches Dorf und eine Gemeinde (municipio) mit 43 Einwohnern (Stand: 2024) im Süden der Autonomen Gemeinschaft Navarra.

## Lage und Klima
Sorlada liegt gut 60 km (Fahrtstrecke) westsüdwestlich von Pamplona bzw. ca. 29 km nordöstlich von Logroño in einer Höhe von ca. 575 m. Das Klima ist gemäßigt bis warm; Regen fällt überwiegend im Winterhalbjahr.

## Bevölkerungsentwicklung
| Jahr      | 1970 | 1981 | 1991 | 2001 | 2011 | 2021 |
| Einwohner | 105  | 83   | 64   | 53   | 66   | 51   |

## Sehenswürdigkeiten

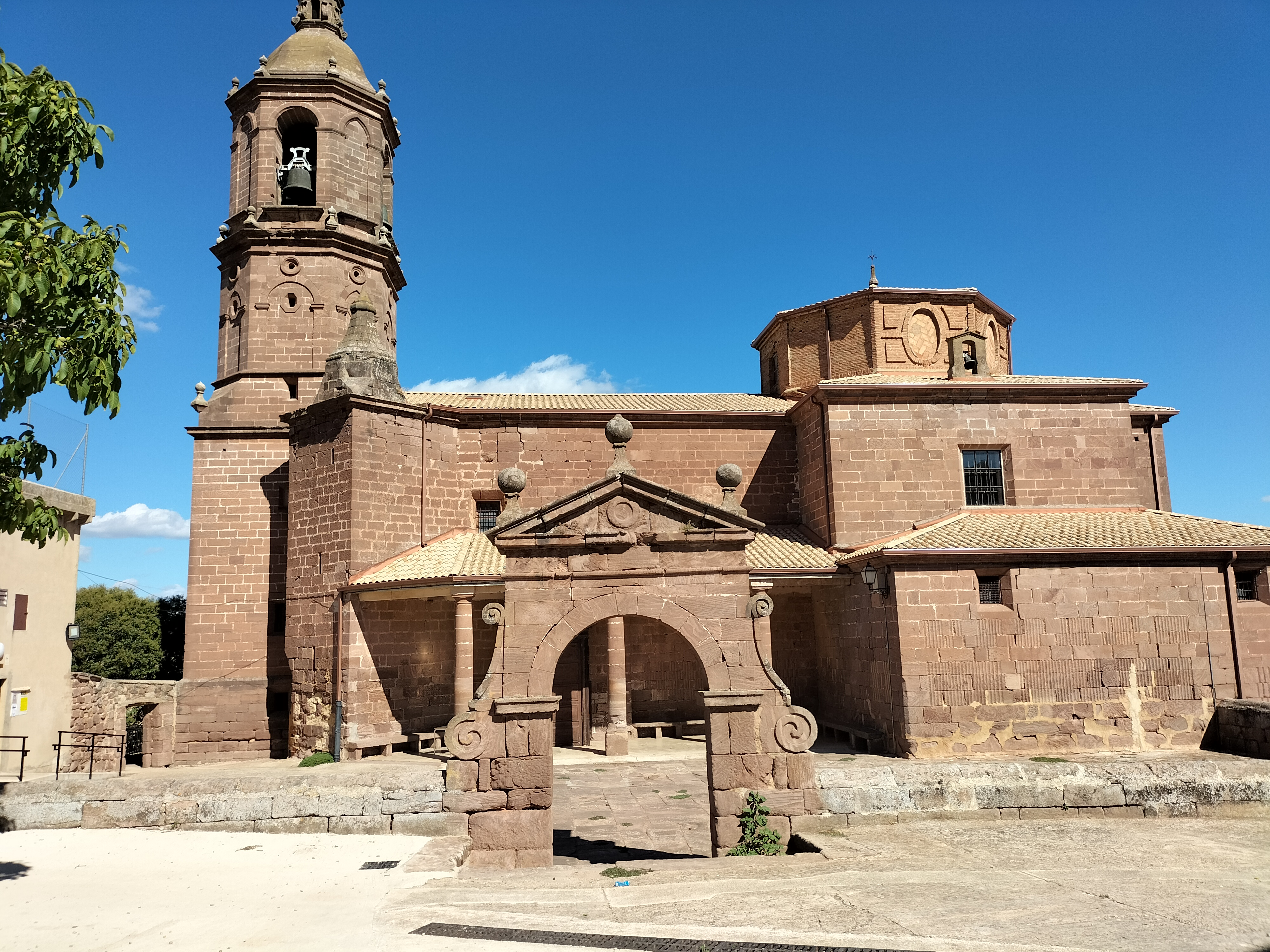
Cäcilienkirche
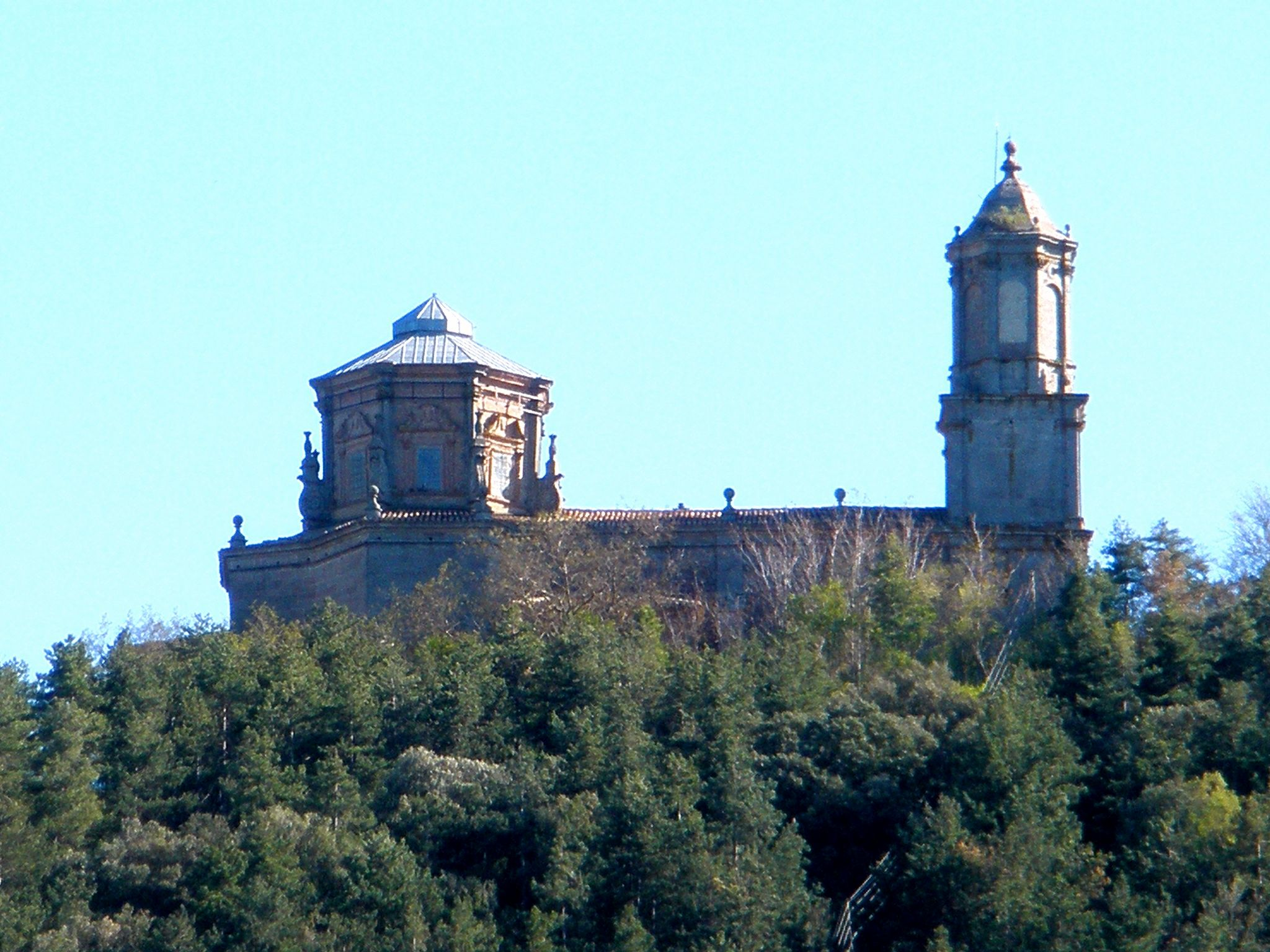
Gregoriusbasilika
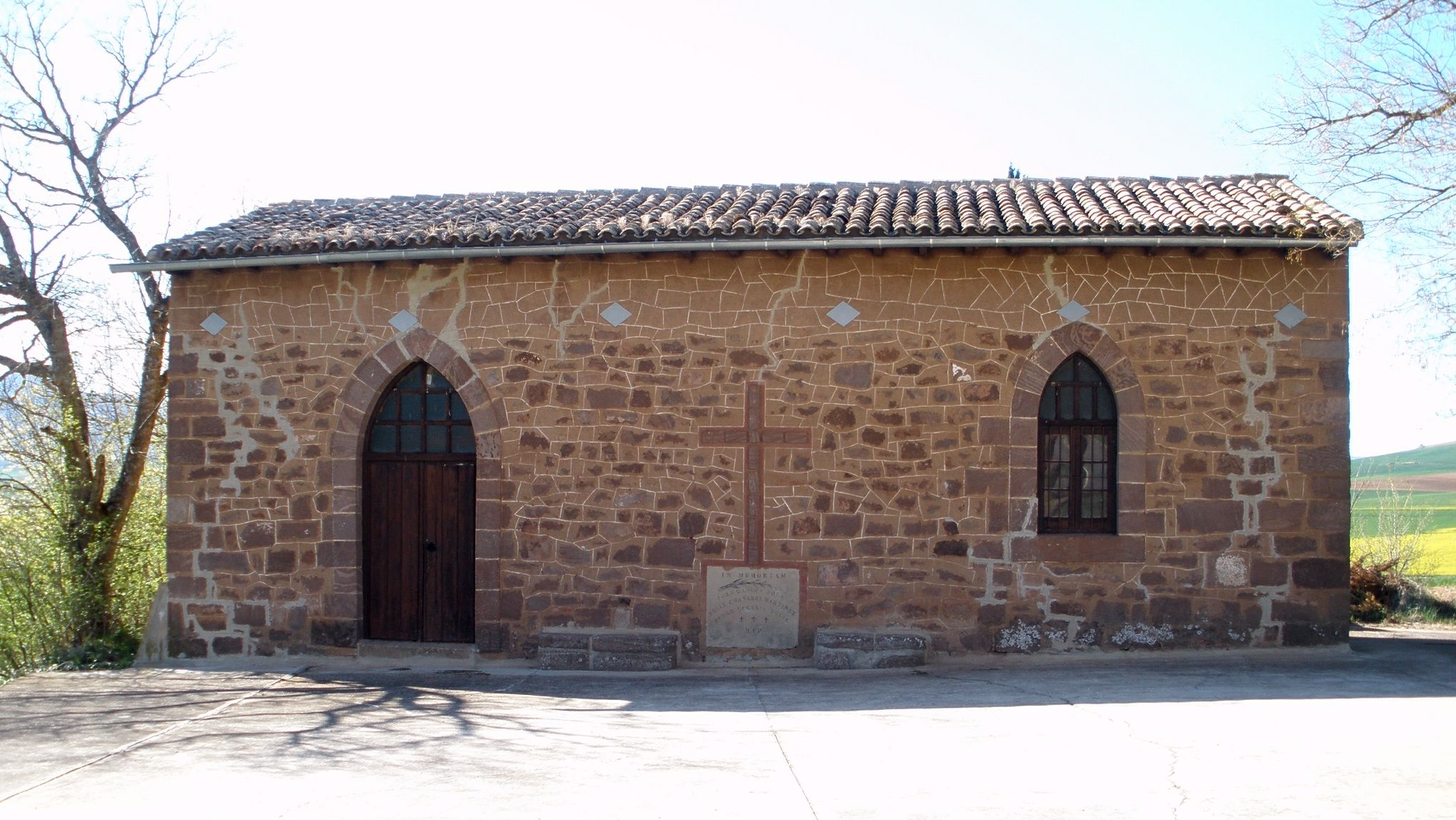
Kalvarienkapelle
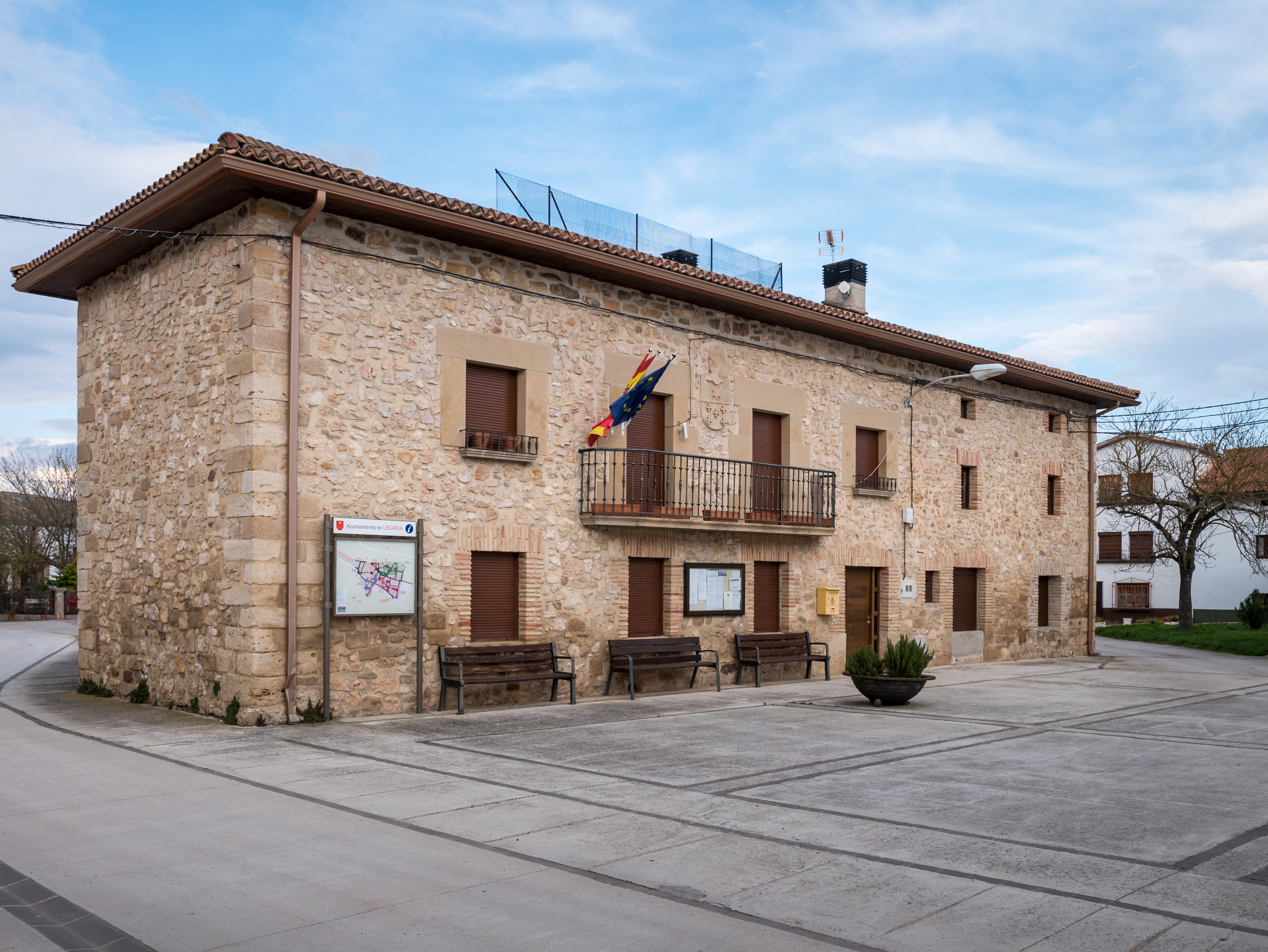
Rathaus

- Cäcilienkirche
- Gregoriusbasilika
- Kalvarienkapelle
- Rathaus